# Volksfront Aserbaidschans

Parteilogo

Die Volksfront-Partei von Aserbaidschan (aserbaidschanisch Azərbaycan Xalq Cəbhəsi Partiyası) ist eine der größten Oppositionsparteien in Aserbaidschan. Nach den ersten demokratischen Wahlen 1992 wurde sie zur Regierungspartei gewählt. Sie ist patriotisch ausgerichtet und kritisiert das derzeitige politische System unter dem Alijew-Clan.
Seit dem Tod des ehemaligen Parteiführers Əbülfəz Elçibəy im Jahr 2000 ist die Partei in zwei Flügel gespalten. Die eine ist das Reformlager unter Əli Kərimli, die andere ist der klassische Flügel unter Mirmahmud Mirəlioğlu.
Die Partei ist derzeit Mitglied des Wahlblockes „Freiheit“ (Azadliq) – gemeinsam mit den Parteien ADP und Nationale Unabhängigkeit. Die Parteien haben allerdings die letzte Parlamentswahl verloren und haben im neuen Parlament nicht einmal ihre Mandate angetreten.

## Geschichte
Die Volksfront (oder auch Nationalfront) wurde am 16. Juli 1989 noch in der Aserbaidschanischen Sozialistischen Sowjetrepublik gegründet, die eine Unionsrepublik der damaligen Sowjetunion war. Sie war Teil der aserbaidschanischen Befreiungsbewegung und etablierte sich 1992 unter Əbülfəz Elçibəy als politische Partei. 
Die Volksfront war nach den ersten demokratischen Präsidentschaftswahlen 1992, als Ayaz Mütəllibov abgewählt wurde, an der Macht. Als vom 7. Juni 1992 bis zum 25. Juni 1993 Elçibəy Staatspräsident von Aserbaidschan war, begann unter der Volksfront-Partei eine Periode der Reformen in Aserbaidschan.
Bei den aserbaidschanischen Parlamentswahlen im Jahre 2005 trat die Partei gemeinsam mit der Müsavat innerhalb der Parteiliste Freiheit an, gewann aber nur einen Sitz im Parlament. Zuvor spaltete sich 2002 vom Reformflügel die regierungsfreundliche “Gesamtaserbaidschanische Volksfront” (BAXCP) unter Parteiführer Qüdrat Hasanqulijew ab und stellt eine loyale „Opposition“, die einen Sitz im Parlament hat.

## Belege
1. ↑  Sonja Zekri: Wahlen in Aserbaidschan - Präsident Alijew bestätigt (Memento vom 5. November 2011 im Internet Archive), In: Süddeutsche Zeitung, 15. Oktober 2008
2. ↑  Auswärtiges Amt: Wahlen in Aserbaidschan (Seite dauerhaft nicht mehr abrufbar, festgestellt im September 2024. Suche in Webarchiven)
3. ↑  Was war am 7. Juni 1992? auf wissen.de